# كرايغ باريت (منافس ألعاب قوى)
كرايغ باريت (بالإنجليزية: Craig Barrett) هو منافس ألعاب قوى نيوزيلندي، ولد في 16 نوفمبر 1971 في أوبوناكي ‏ في نيوزيلندا.

## وصلات خارجية
- كرايغ باريت على موقع الاتحاد الدولي لألعاب القوى (الإنجليزية)
- كرايغ باريت على موقع أوليمبيديا (الإنجليزية)
- كرايغ باريت على موقع اللجنة الأولمبية النيوزيلندية (الإنجليزية)